# 마포운수
마포운수(麻浦運輸)는 서울특별시의 마을버스 회사이고, 본사는 서울특별시 마포구 월드컵로42길 40, 지하107호 (상암동, 상암근린상가)에 위치해 있다.

## 연혁
- 2005년 11월 22일: 서울특별시 은평구 수색동 414-1(은평공영차고지)에서 자본금 50,000,000원으로 설립.
- 2009년 1월 19일: 서울특별시 마포구 상암동택지개발지구 5블럭 상암근린상가로 이전.
- 2013년 12월 27일: 현 위치인 서울특별시 마포구 월드컵로42길 40, 지하107호 (상암동, 상암근린상가)로 이전.

## 운행 노선
- ● 마포15번: 상암7단지 ↔ 홍대입구역 (구 마포마을 12번)

## 보유차량
이 회사의 주요 차종은 일렉시티 타운, 그린시티이다.